# Foreurs de Val-d’Or
Die Foreurs de Val-d’Or (englisch Val-d’Or Foreurs) sind eine Eishockeymannschaft aus Val-d’Or in der Region Abitibi-Témiscamingue, Québec, Kanada. Das Team, das 1993 gegründet wurde, spielt in der Quebec Major Junior Hockey League, die Teil der Canadian Hockey League ist und trägt seine Heimspiele in der Centre Air Creebec aus.
Der frühere NHL-Spieler der Quebec Nordiques, Pierre Aubry, war der erste Trainer der Mannschaft, die bisher dreimal die Coupe du Président gewann: In der Saison 1997/98, 2000/01 und 2013/14. Anschließend nahm man jeweils auch am Turnier um den Memorial Cup teil. In der Vorrunde 1998 gewann das Team kein einziges Spiel und verpasste dadurch das Finale, 2001 verlor man das Finale gegen die Red Deer Rebels mit 5:6 nach Verlängerung.
1996 wurden die Huskies de Rouyn-Noranda gegründet – dadurch bekamen die Foreurs einen Rivalen im Nordwesten Québecs (Rouyn-Noranda liegt ca. 100 km westlich von Val d’Or). Die Derbys zwischen den zwei Teams stellen einen Höhepunkt in der Region dar und locken deutlich größere Zuschauermengen an.

## Logos

Logo von 1993 bis 2007
Logo von 2007 bis 2010
Aktuelles Logo seit 2010

## Bekannte ehemalige Spieler
- Steve Bégin
- Luc Bourdon
- Sébastien Charpentier
- Jean-Pierre Dumont
- Patrick Couture
- Simon Gamache
- Jean-Luc Grand-Pierre
- Ryan Graves
- Simon Lajeunesse
- Francis Lessard
- Kris Letang
- Roberto Luongo
- Anthony Mantha
- Brad Marchand
- Brandon Reid
- Mathieu Roy
- Marco Scandella
- Stéphane Veilleux